# Opticien-arrest
Het opticien-arrest (HR 15 oktober 1923, NJ 1923, p. 1329) is een arrest van de Nederlandse Hoge Raad met betrekking tot overmacht als strafuitsluitingsgrond.

## Casus en procesgang
Iemand die zonder bril erg slecht kon zien, was aan het begin van de avond zijn bril verloren. Diezelfde avond heeft een opticien meteen voor een nieuwe bril gezorgd. Dat gebeurde echter na de wettelijke sluitingstijd.
De opticien werd vervolgd wegens overtreding van de Amsterdamse Verordening op de Winkelsluiting. De rechtbank oordeelde dat het voor de opticien een 'maatschappelijke verplichting was de in de onderhavige omstandigheden alleen van hem te verwachten hulp te verleenen'. Het cassatieberoep werd verworpen.

## Rechtsvraag
Valt een toestand van nood ook onder overmacht als noodtoestand artikel 40 Sr (Ja.)

## Hoge Raad
De Hoge Raad heeft vastgesteld 'dat de rechtbank hier een geval van overmacht in de zin der wet aanwezig heeft geacht' en geoordeeld dat dit niet in strijd is met het wettelijk begrip van overmacht 'dat blijkens de geschiedenis der wet ook den toestand van nood omvat'.
De opticien is zodoende volgens de Hoge Raad door de rechtbank terecht van rechtsvervolging ontslagen.

## Relevantie
Uit het Opticien-arrest blijkt dat noodtoestand ook valt onder overmacht in de zin van artikel 40 Sr.